# Brandliljor
Brandliljor är en historisk roman av Moa Martinson, först utgiven på Tiden förlag 1941.
Boken hör samman med Drottning Grågyllen, Vägen under stjärnorna och Livets fest till Martinsons östgöta-epos, vilka skildrar befolkningen i såväl stad som på landsbygd under tiden då industrialismen började växa fram.